# Trentisme
El trentisme va ser un corrent ideològic i sobretot moviment que es va donar dins d'un sector reformista de l'organització anarcosindicalista CNT. Defensava la necessitat d'una fase de preparació d'uns anys (no especificaven quants) abans de l'inici de la revolució social. A més, intentaven desmitificar el «mite revolucionari» i proposaven una revolució per l'educació i l'exemple. La seva visió xocava amb una altra tendència més radical del sindicat representada per la faísta.
Rep el seu nom d'un document anomenat Manifest dels Trenta. Anomenats de vegades possibilistes, moderats o reformistes, entre els trentistes hi va haver anarquistes com Ángel Pestaña, Juan López Sánchez o Joan Peiró i Belis. El seu àmbit d'influència fou sobretot València, on dominaven la Federació Local, encara que també eren majoritaris en sindicats de Huelva, Sabadell, Mataró, Manresa, etc. Els sindicats de València s'autoexclogueren de la CNT llevantina en la tardor de 1932, seguits per diverses expulsions i autoexpulsions d'altres sindicats. Van ser coneguts com els "sindicats d'oposició", i mai van formar una federació anarcosindicalista pròpia, però estarien coordinats mitjançant la Federació Sindicalista Llibertària. Serien readmesos al Congrés de Saragossa de maig de 1936, excepte Sabadell, que entraria finalment en la UGT catalana.
Va haver-hi dues entitats polítiques del trentisme. D'una banda el Partit Sindicalista d'Ángel Pestaña. Va ser fundat en 1934 davant la renúncia de Pestaña a la revolució social que veia com a impossible. En 1936 el partit participa en el Front Popular i aconseguí dos diputats (a Cadis i Saragossa; Ángel Pestaña i Benito Pabón respectivament), un pel partit i l'altre com a independent. Tenien unes joventuts pròpies, Joventuts Sindicalistes. El partit es va desarmar ja iniciada la Guerra Civil espanyola, afectat per la mort d'Ángel Pestanya al desembre de 1937, i tenia aleshores 30.000 afiliats. Per l'altre costat hi havia la Federació Sindicalista Llibertària formada per iniciativa de Joan Peiró i constituïda el 25 de febrer de 1933. Pestaña romandria en aquesta Federació, fins que va fundar el seu partit. La FSL va formar ateneus sindicalistes, va tenir premsa pròpia i finalment tornaria a la CNT el maig de 1936. Aportaren uns 70.000 afiliats al Congrés de Reunificació.
Durant la guerra civil la seva tendència sempre va ser apostar per la col·laboració amb les altres forces antifeixistes. Quan la CNT-FAI decidí participar en el govern de la República, aquest corrent aportaria 2 ministres (Juan López i Joan Peiró).